# Julián Toscano
Julián Toscano (Leales, Tucumán, Argentina 1850-Salta, Argentina, 9 de noviembre de 1912) fue un sacerdote, historiador y arqueólogo argentino, párroco y benefactor de Cafayate.

## Biografía
Proveniente de una influyente y antigua familia tucumana, los Zelarayán. Fue cuarto nieto de Ygnacio de Çelayarán y Ugarte. 
Monseñor Julián Toscano Zelarayán nació en 1850 en Leales, Tucumán, habiendo sido sus padres Prudencia Zelarayán Ruiz y Julián Toscano Pérez. 

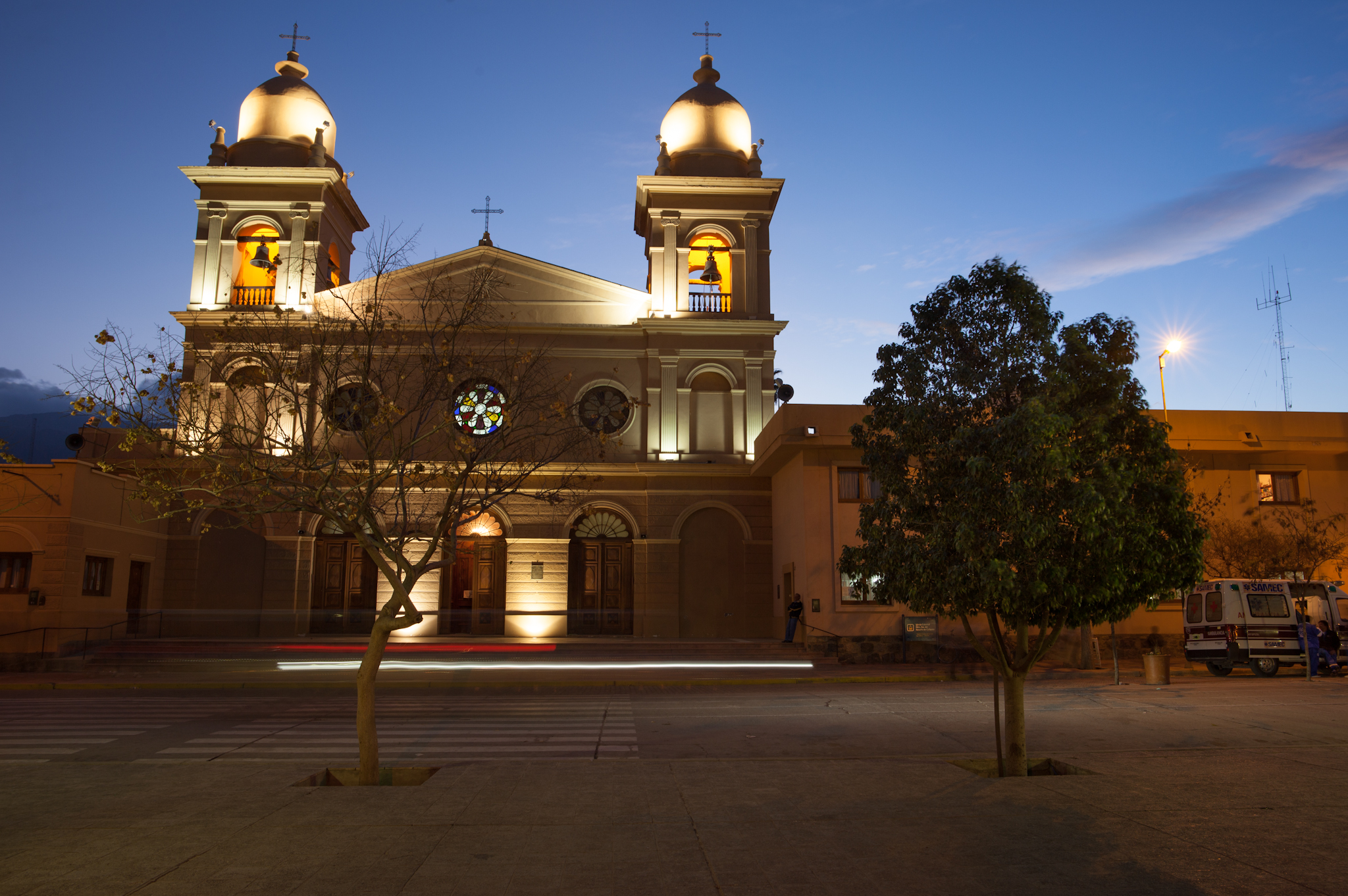
La Catedral de Cafayate, obra impulsada por Monseñor Toscano, es una de las tres que existen en América con 5 naves.

Cursó estudios eclesiásticos en el Colegio Franciscano de Tucumán, donde fue ordenado sacerdote en 1873. 

### En Cafayate

#### La biblioteca pública y el periódico
En 1875 fue designado párroco de Cafayate (Salta), donde actuó por  veintitrés años, profundizando además sus estudios americanistas y fundando la Biblioteca Pública y el semanario "El Progreso".

#### La iglesia Catedral

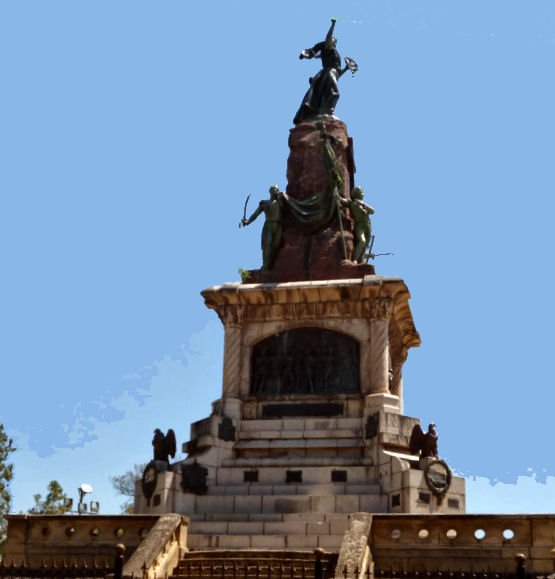
Monseñor Toscano presidió la Comisión pro-monumento "Batalla del 20 de Febrero de 1813" en Salta.

Monseñor Toscano hizo construir en Cafayate, con la ayuda de todos, en reemplazo de la antigua capilla que tenía la campana colgada de un árbol, una iglesia de cinco naves, por los arquitectos catalanes Pedro Coll y Domingo Viladrich en el año 1890. La construcción duró cinco años. Fue consagrada el 4 de enero de 1895, por el Obispo de Salta, Monseñor Pablo Padilla y Bárcena. El nuevo templo llegaría a ser la Iglesia Catedral "Nuestra Señora del Rosario" de la Prelatura de Cafayate, creada por el Papa Pablo VI en 1969.

#### El hospital

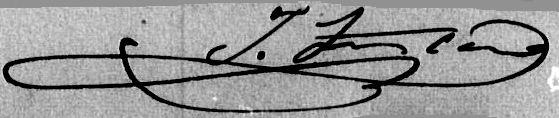
Firma de Monseñor Toscano

En 1879 Monseñor Toscano es nombrado Presidente de la Sociedad de Beneficencia de Cafayate. El 30 de agosto de 1891, en una asamblea presidida por él, se resuelve la construcción del nuevo hospital en los terrenos donados por Camila Quintana de Niño y los comprados a Jacobo Peñalba. El 23 de abril de 1893, se realiza la ceremonia de la bendición de la piedra fundamental y el 13 de marzo de 1896 el nuevo hospital "Nuestra Señora del Rosario" abre sus puertas a la atención de los enfermos.

#### El literato
Autor de trabajos históricos y arqueológicos, publicó: "El Señor y la Virgen del Milagro venerados en Salta. Novena e Historia" (Salta, 1897); "La Región Calchaquina" (1898); "Historia de las Imágenes del Señor del Milagro y de Ntra. Sra. del Milagro, que se venera en Salta" (1901); el primer tomo de "El Primitivo Obispado del Tucumán y la Iglesia de Salta" (1907); "Investigaciones sobre arqueología argentina" (Salta 1910); "El Monumento a la Batalla del 20 de Febrero de 1813"; "Güemes y la región calchaquí" (1898), etc.
Fue autor también de dos libros reseñando sus viajes por Europa y Oriente.

### En la ciudad de Salta

#### El vicario
Vicario general y gobernador de la diócesis de Salta desde 1898, fue deán de su iglesia catedral hasta su muerte. Realizó las gestiones necesarias para cambiar el piso de la Catedral por el que actualmente posee de mármol de Carrara ya que el antiguo no estaba acorde a la construcción. 

#### El monumento a la "Batalla del 20 de Febrero de 1813"
En 1900, presidió la comisión promonumento a la "Batalla del 20 de febrero de 1813", que recibió siete proyectos. El 28 de febrero de 1902 la comisión se reunió y aprobó, con elogios, el proyecto del catalán Torcuato Tasso, con pequeñísimas reformas. El 25 de mayo de 1902 se colocó la piedra fundamental y se inauguró el 13 de febrero de 1913, cuando se cumplieron los cien años de la Batalla de Salta.
Las calles "Vicario Toscano" en la ciudad de Salta y en Cafayate (lindera de la plaza "20 de Febrero") lo recuerdan.